# Palestina, Alagoas
Palestina là một đô thị thuộc bang Alagoas, Brasil. Đô thị này có diện tích 48,88 km², dân số năm 2007 là 4878 người, mật độ 99,79 người/km².